# Nicolaus Celer

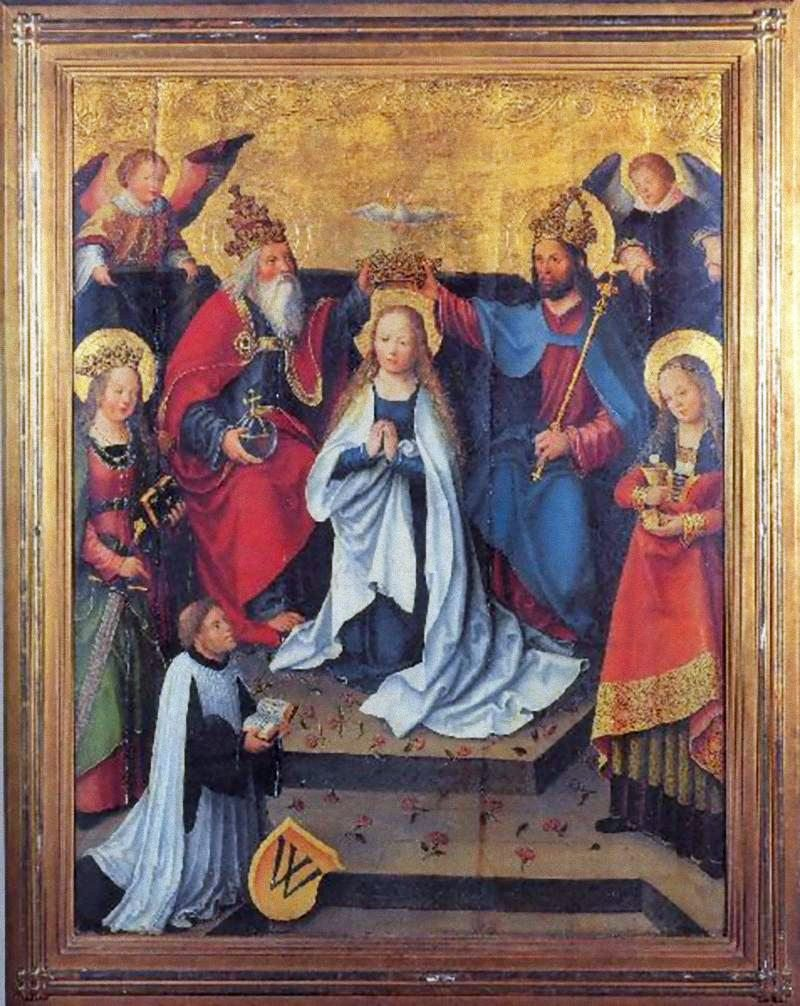
Meister der byzantinischen Madonna: Krönung Mariae, um 1516, Tempera auf Holz, Stadtgeschichtliches Museum Leipzig, Leipzig

Nicolaus Celer (auch Zehler oder Zceler; aus Breslau; † 23. August 1516) war ein römisch-katholischer Theologe.

## Leben
Celer war 1493 und 1495 Dekan der Philosophischen Fakultät der Universität Leipzig. Im Wintersemester 1498 wurde er Rektor der Universität. Gleichzeitig war er um 1494 Rektor der Thomasschule zu Leipzig. Er wirkte zudem als Prediger an der Nikolaikirche. Nach seinem Tod 1516 bestellte Adolf von Anhalt-Zerbst, Bischof von Merseburg, das Epitaph Krönung Mariae für Nicolaus Celer beim Meister der byzantinischen Madonna. Es befindet sich heute im Stadtgeschichtlichen Museum Leipzig.